# Vic Carapazza
Vic Carapazza (né le 6 juillet 1979 à Port Jefferson, New York, États-Unis) est un arbitre des Ligues majeures de baseball depuis 2010.

## Biographie
Vic Carapazza gradue en 1998 de l'école secondaire Countryside High de Clearwater, en Floride, où il joue au baseball à la position d'arrêt-court pendant 4 ans. Il joue un an au collège communautaire Hillsborough (en), toujours en Floride, avant de devenir instructeur pour quelques mois à son ancienne école secondaire. Carapazza joint ensuite l'United States Air Force, où il sert pendant 4 ans. Souhaitant retrouver les terrains de baseball, il s'enrôle en 2003 à l'école d'arbitrage de Harry Wendelstedt.
De 2003 à 2012, Carapazza est arbitre de baseball dans les ligues mineures, incluant des assignations en 2007 dans la Ligue dominicaine de baseball hivernal et en 2010 à Porto Rico. 

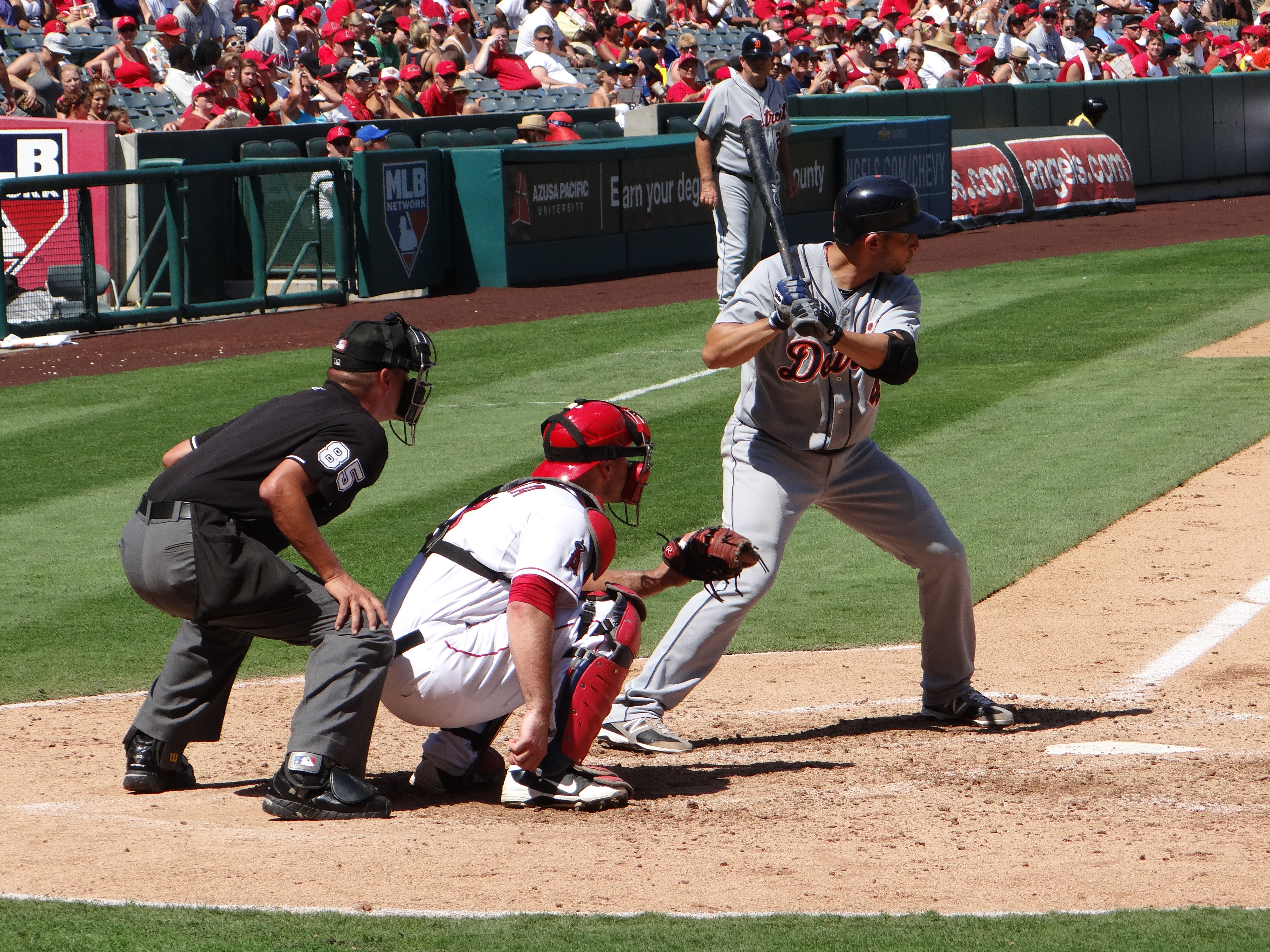
Vic Carapazza (à gauche) au travail lors d'un match du baseball majeur à Anaheim en septembre 2012.

À partir de 2009, il est arbitre au camp d'entraînement des clubs de la Ligue majeure de baseball. Il arbitre pour la première fois en Ligue majeure de baseball le 9 avril 2010 à St. Petersburg lors d'un match entre les Rays de Tampa Bay et les Yankees de New York. Il est alors arbitre substitut et intègre à partir de la saison 2013 l'effectif de la Ligue majeure.
En 2014, il est en poste pour la première fois dans un match d'étoiles et fait ses débuts dans les séries éliminatoires en Séries de divisions de la Ligue nationale entre Washington et San Francisco. Le 4 octobre 2014, il est arbitre au marbre pendant 6 heures et 23 minutes dans un match joué en 18 manches, le plus long de l'histoire des éliminatoires.

## Vie personnelle
Carapazza et son épouse Stephanie sont parents de 4 filles. Il est aussi le gendre de Rich Garcia, arbitre de la Ligue américaine de baseball de 1975 à 1999.